# ボール

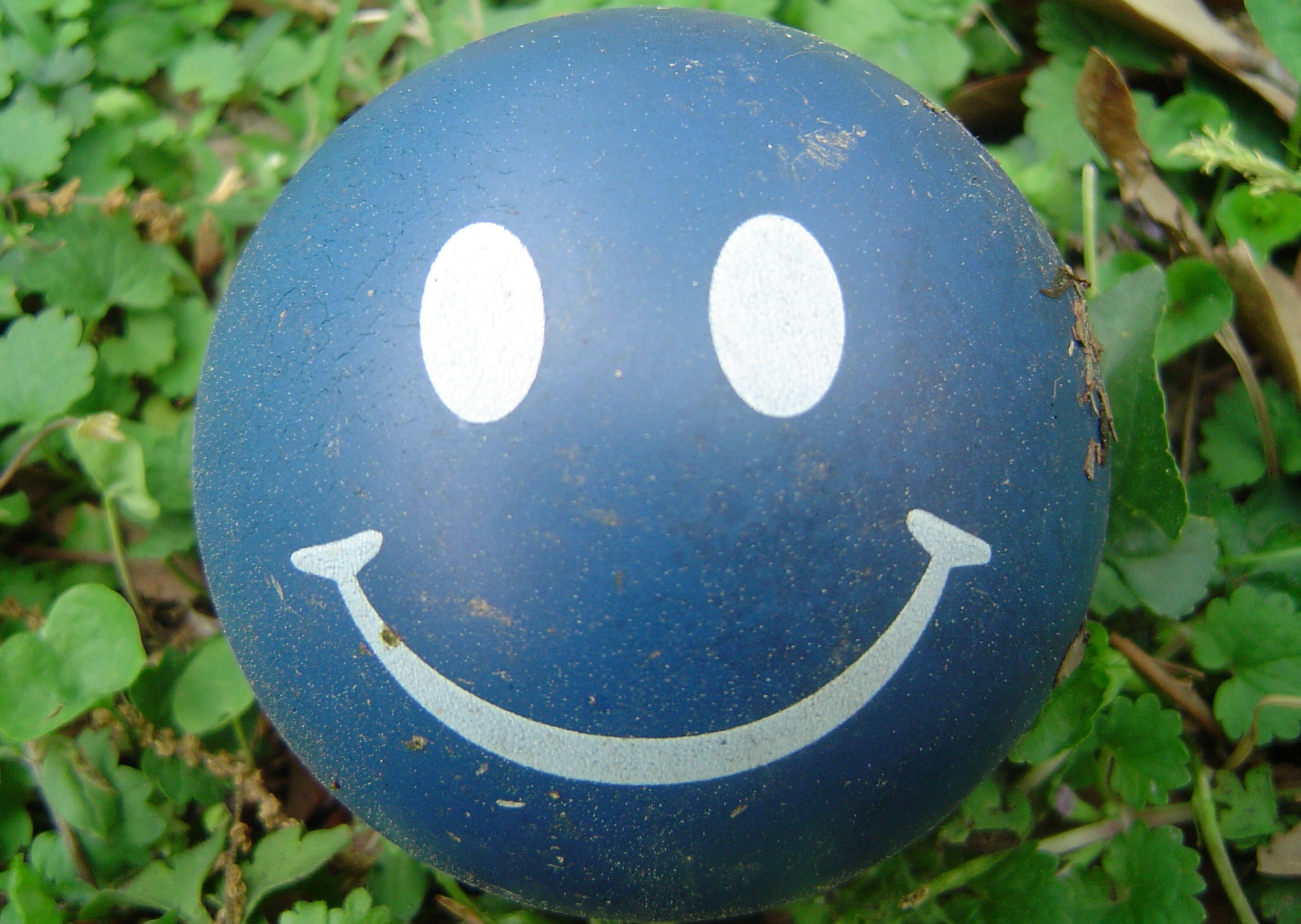
クッション製ボール

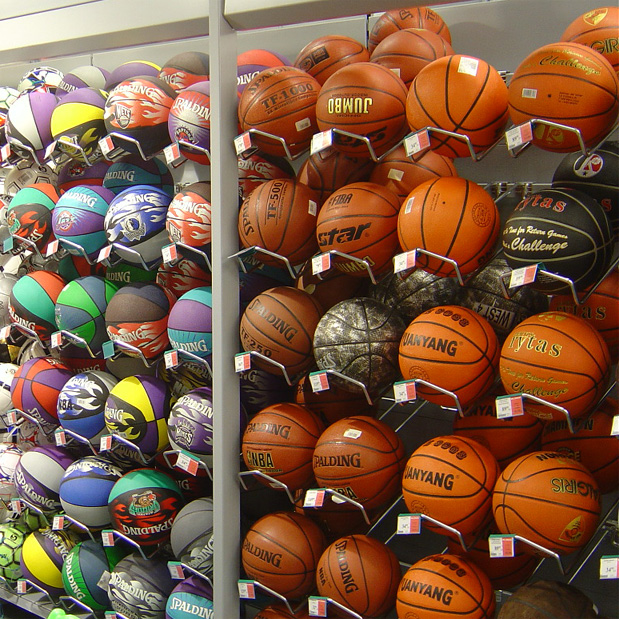
スポーツ用品売り場に陳列されたバスケットボール

ボール（ball）はゲーム（球技や遊戯）などに使う球形の用具。中は空洞で球形の皮膜や外殻に包まれていることが多いが、中まで詰まったボール（例：ビリヤードの球や、芯にコルクなどを利用する野球ボール）や球形でないボール（例：ラグビーやアメリカンフットボールの長球形のボール）もある。
チーム競技にはボールを使った球技が多い。球技では、ゲームの成り行きはプレイヤーが投げたり打ったり蹴ったりしたボールの状態に左右される。またボールは一人や少人数でできる遊び、たとえばキャッチボールやビー玉、ジャグリング（ボールジャグリング）などにも使われる。

## 歴史

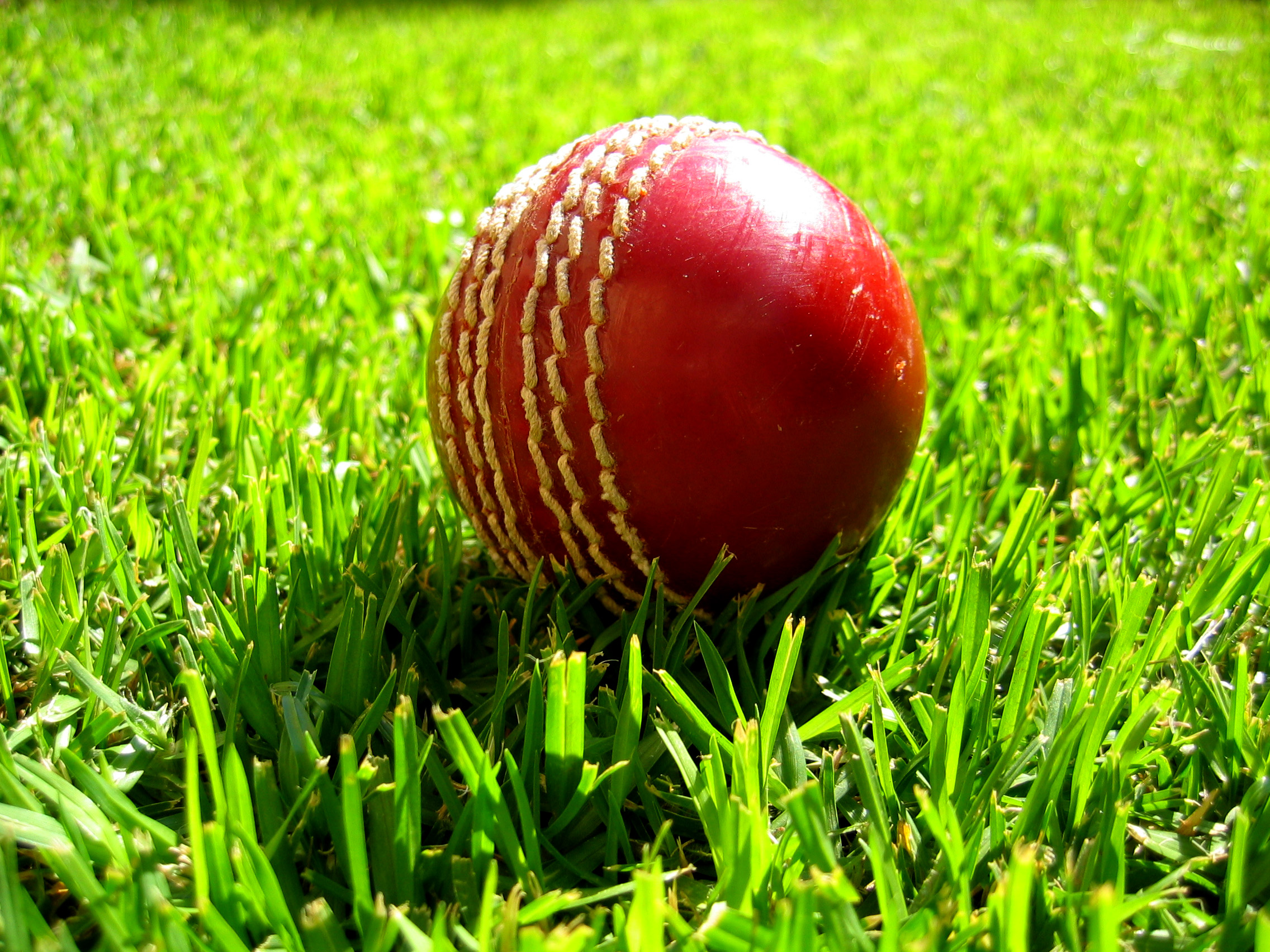
クリケットボール

ボールを用いた遊戯は古くから自然に行なわれていた。初期のボールは羊毛や髪の毛などの繊維を布や革の袋に詰めたもので重いものだった。
古代ローマでは球技ごとに異なるボールが用いられ、中に羽毛を詰めたボール、中に砂を詰めたボール、空気で膨らませたボールが存在した。ただし、空気で膨らませたものは動物の腸を素材にしたもので完全な球形ではなくエアチューブを小さくまとめたような形状だったと考えられている。
日本の蹴鞠用の鞠は鹿皮でできていた。中国では蹴鞠は戦国時代より軍事用の訓練として始められ、漢代以後チーム対抗球技として発展し、唐代には鞠はより弾むように羽根を詰めたものから空気を入れた動物の膀胱へと改良されたが、宋代に得点を競う球技から地面に落さないことを競う球技へと変化し、やがて風俗の退廃などを理由に清代に禁止令が出されほぼ消滅した。蹴鞠が伝わった東南アジアでは籐で編んだ籠状の鞠による球技が行われ、現在のセパタクローへと発展した。
クリストファー・コロンブスによるアメリカ到達前の時代には、南北アメリカ大陸以外ではゴムは知られていなかった。スペイン人たちは中南米各地で、バウンシーボール（中身までゴムの詰まった、空気で膨らませないタイプの弾むボール）が儀式や遊戯としての球技（詳細はメソアメリカの球技 / Mesoamerican ballgame を参照）に使われているのを見て目を見張った。
ヨーロッパ大陸では手でボールを打ち合うテニスの原形のようなスポーツ（イギリスでは「ファイブス」と呼ばれた）があり、やがて手を保護する手袋（グローブ）や木の棒を用いて打つようになり、テニスやホッケーやクリケットの元になった。またイギリスでは、年に一度教会に公認された祝日などにボールを村人・市民総出で奪い合う熱狂的なゲームがあり、サッカー（フットボール）のもととなった。プレイヤーたちはボールを足で蹴ったり手で持ったりしながら走っていたが、ゴムでなく木屑を詰めた動物の皮革でできたボールはよく飛ばず地面を転がるだけだった。フットボール用のボールの起源として、しばしば人の生首や頭蓋骨が使われた、という伝説がある。たとえばヴァイキングたちがイギリスの村々を略奪した際、船で帰る前に海岸で住民の首を使い球技をして遊んだ話や、都市のフットボールに最初は捕虜の首が使われていたという言い伝え、などである。
なお、ソフトテニスやバレーボールなど主にゴム製ボールの空気穴のことを、「へそ」と呼ぶことがある。

## 語源

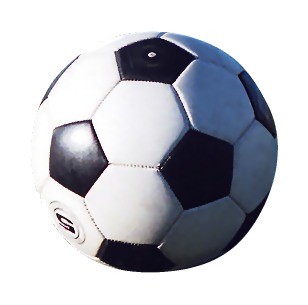
サッカーボール

球形で遊戯に使われる物体という意味の「ボール」という英語は、1205年にラヤモン（Laȝamon、Layamon）によって書かれた英国史『ブルート』（Layamon’s Brut）に初出する。
これは中英語の bal （ball-e, -es と変化する）から来たものであり、そのもとは古ノルド語の böllr （古いスウェーデン語の baller や現代のスウェーデン語 boll の原形）や、ゲルマン祖語の ballu-z （中高ドイツ語の bal, ball-es、中世オランダ語の bal の原形）であり、古高ドイツ語の ballo やpallo、ballâ （ゲルマン祖語の *ballon や *ballôn から来ている）と語源を同じくする。もし、ball- がゲルマン語由来の言葉であれば、その語源はラテン語の foll-is （膨らませるもの）と同じである可能性がある。
中世英語の後期の綴り「balle」はフランス語でボールを意味する「balle」と形が同じだが、これを理由に「ボールという語はフランス語から英語に入った」という誤った説が伝えられている。フランス語の balle も、ゲルマン語起源だったと見られる。

## ギャラリー

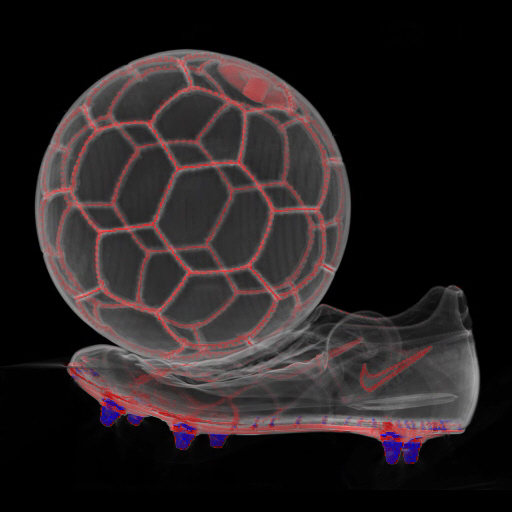
コンピュータで断層撮影したサッカーボール (Video)
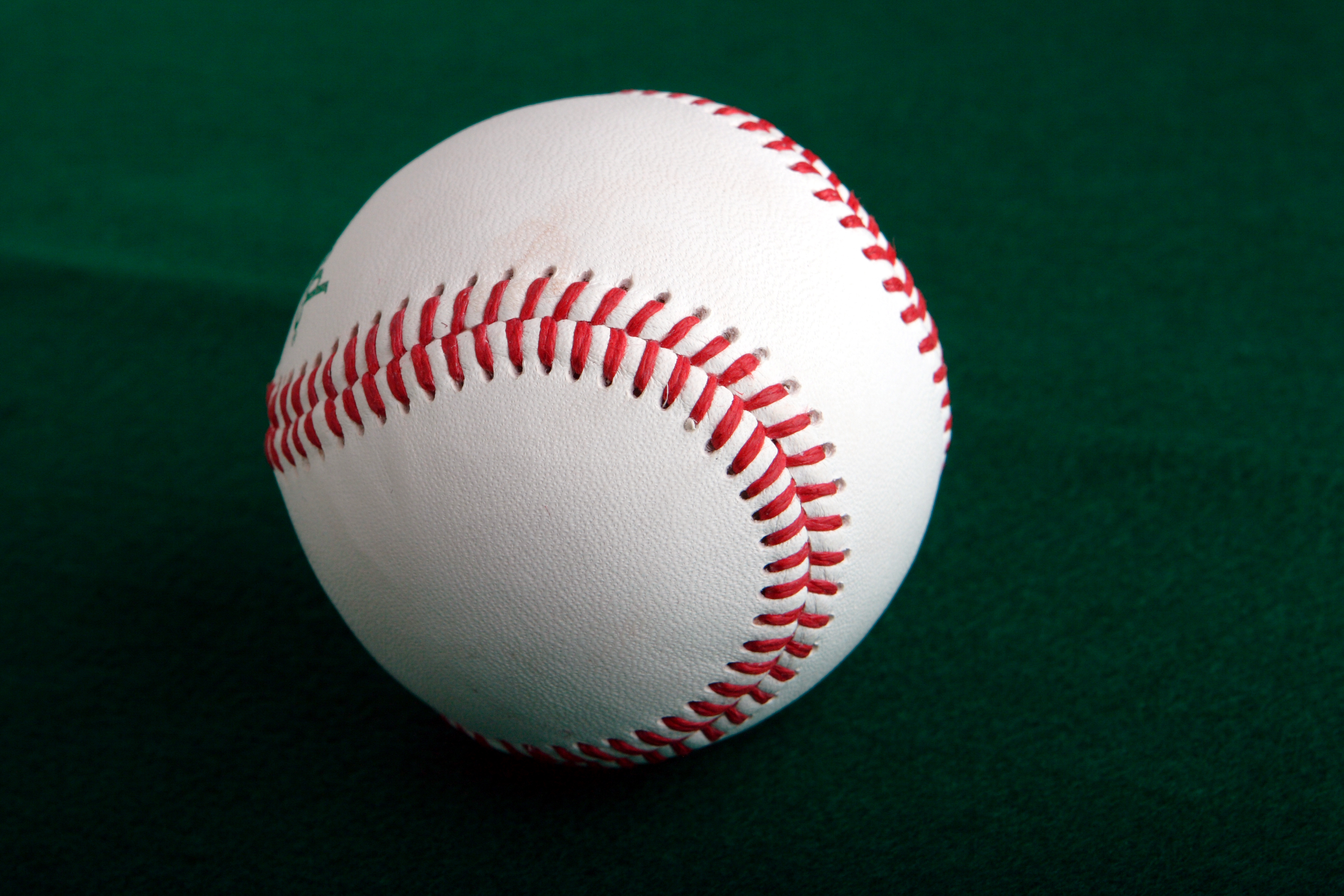
野球のボール
バスケットボールのボール
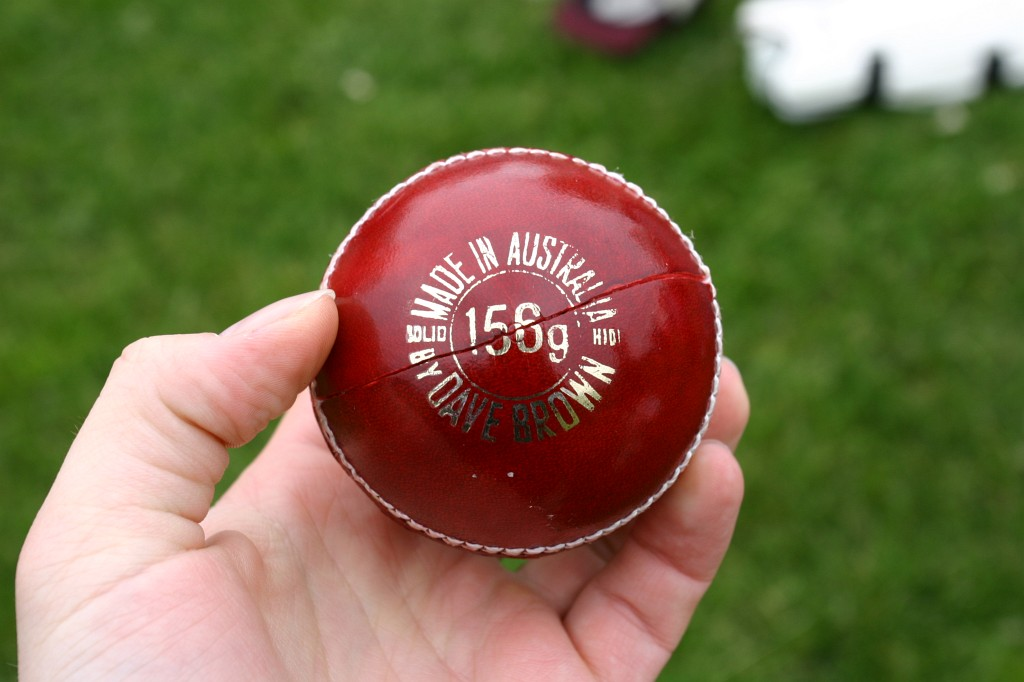
クリケットのボール
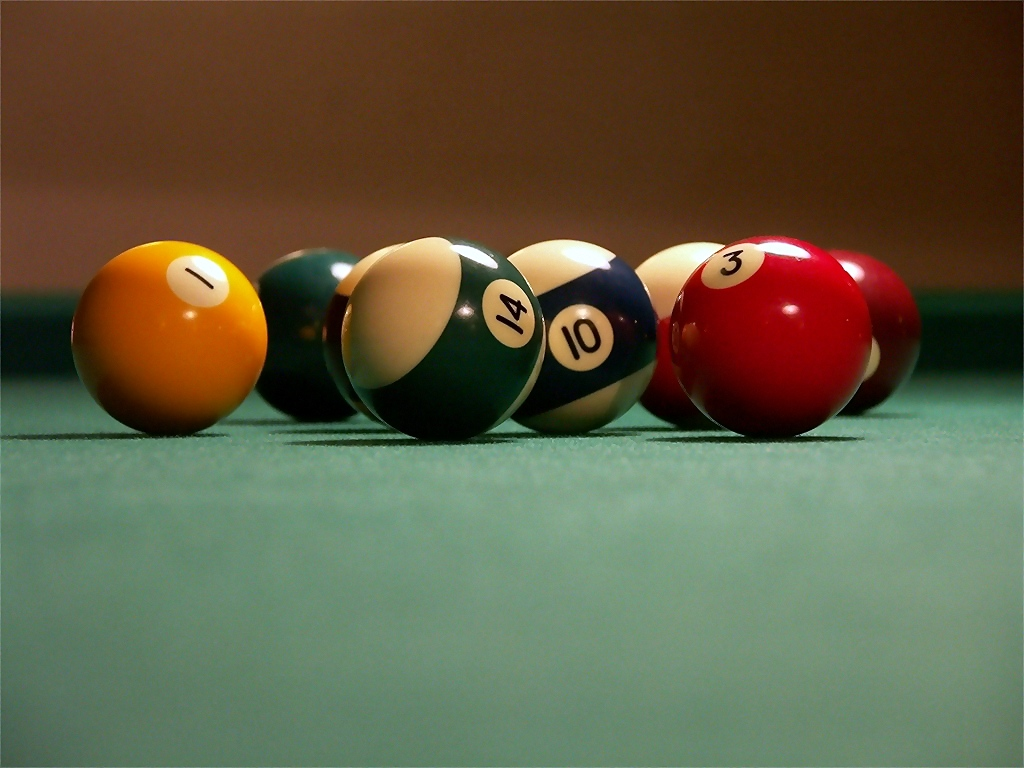
ビリヤードボール
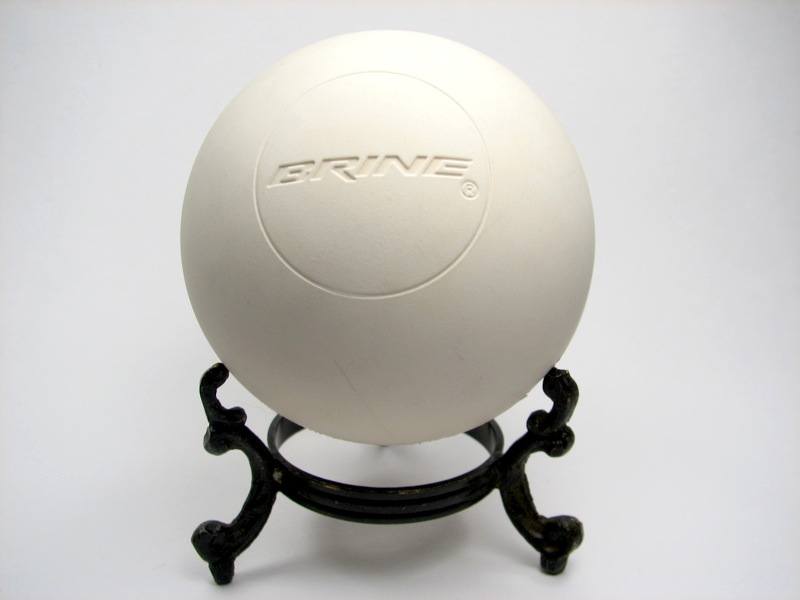
ラクロスのボール
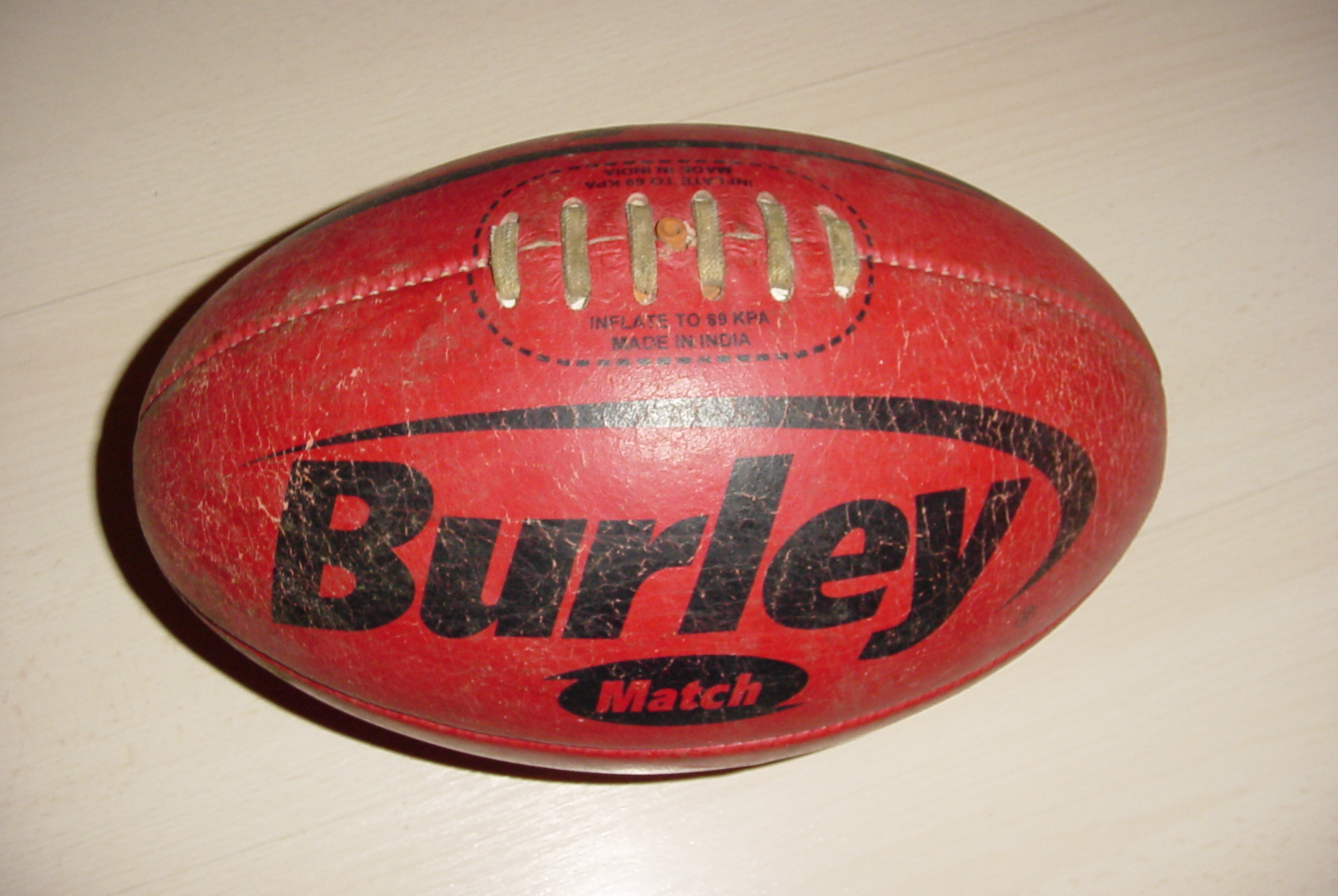
オーストラリアン・ルールズ・フットボール
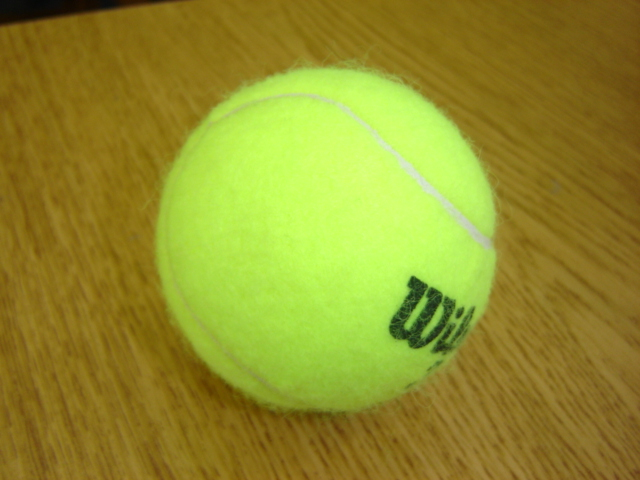
テニスのボール
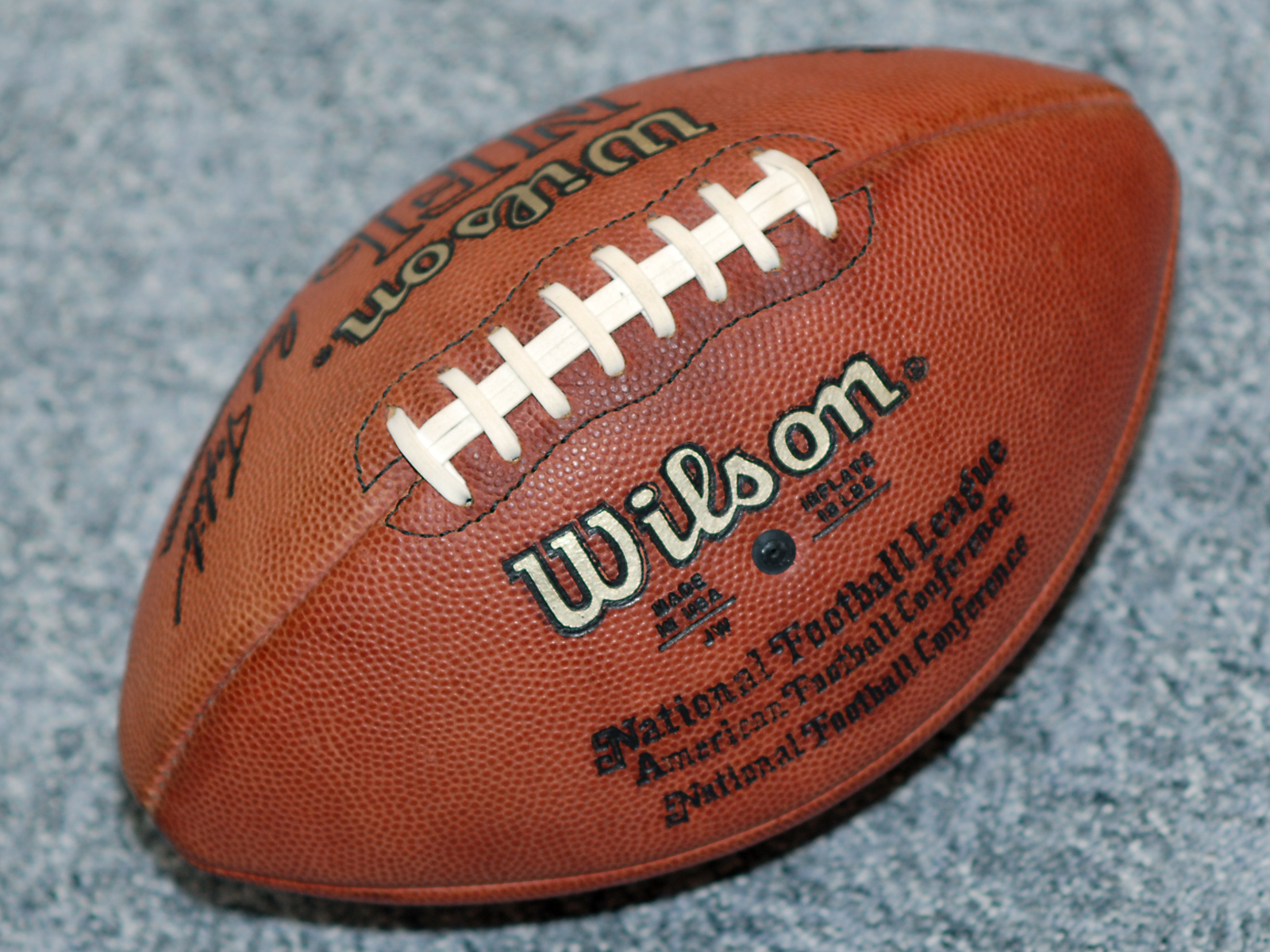
アメリカンフットボール
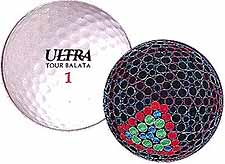
ゴルフボールと内部のディンプル
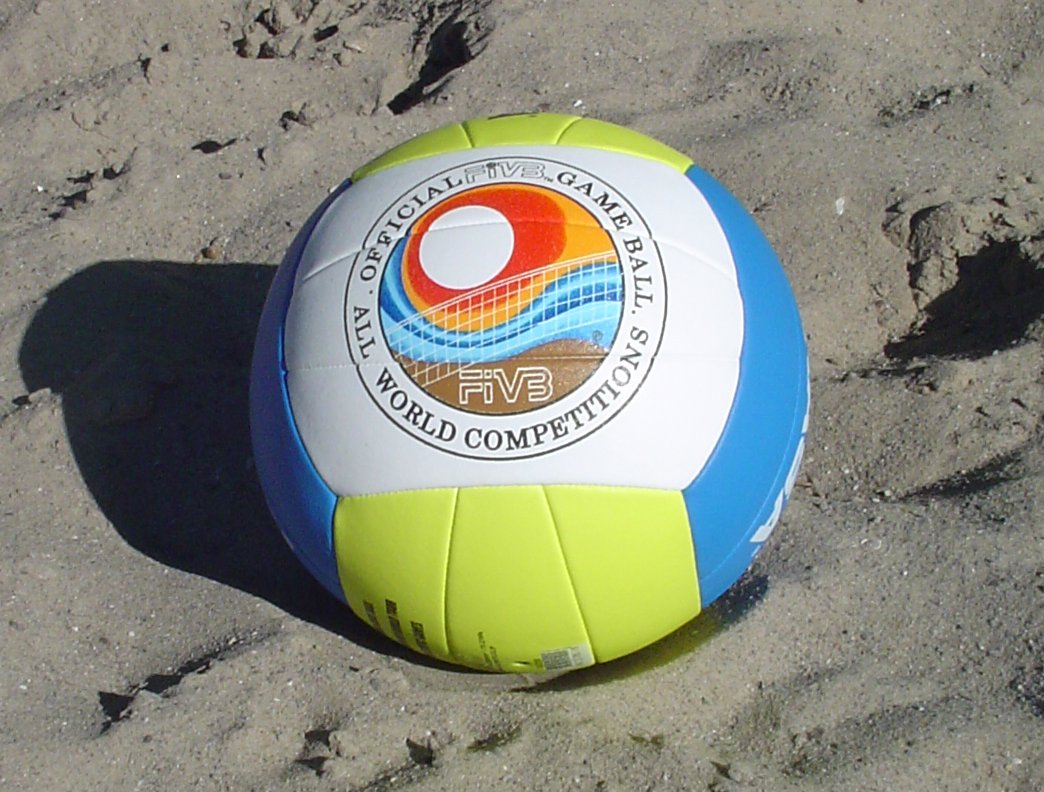
ビーチバレーボール用のボール
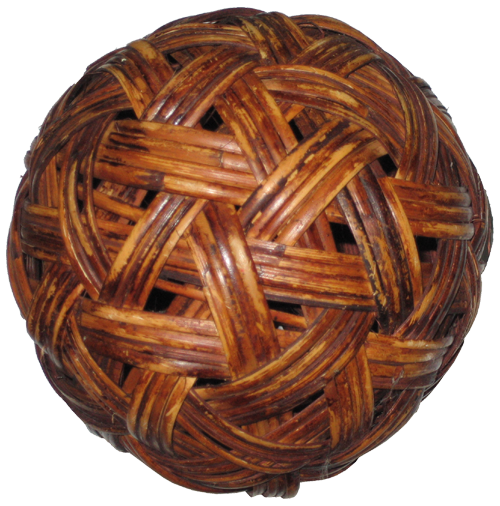
セパタクロー用のボール
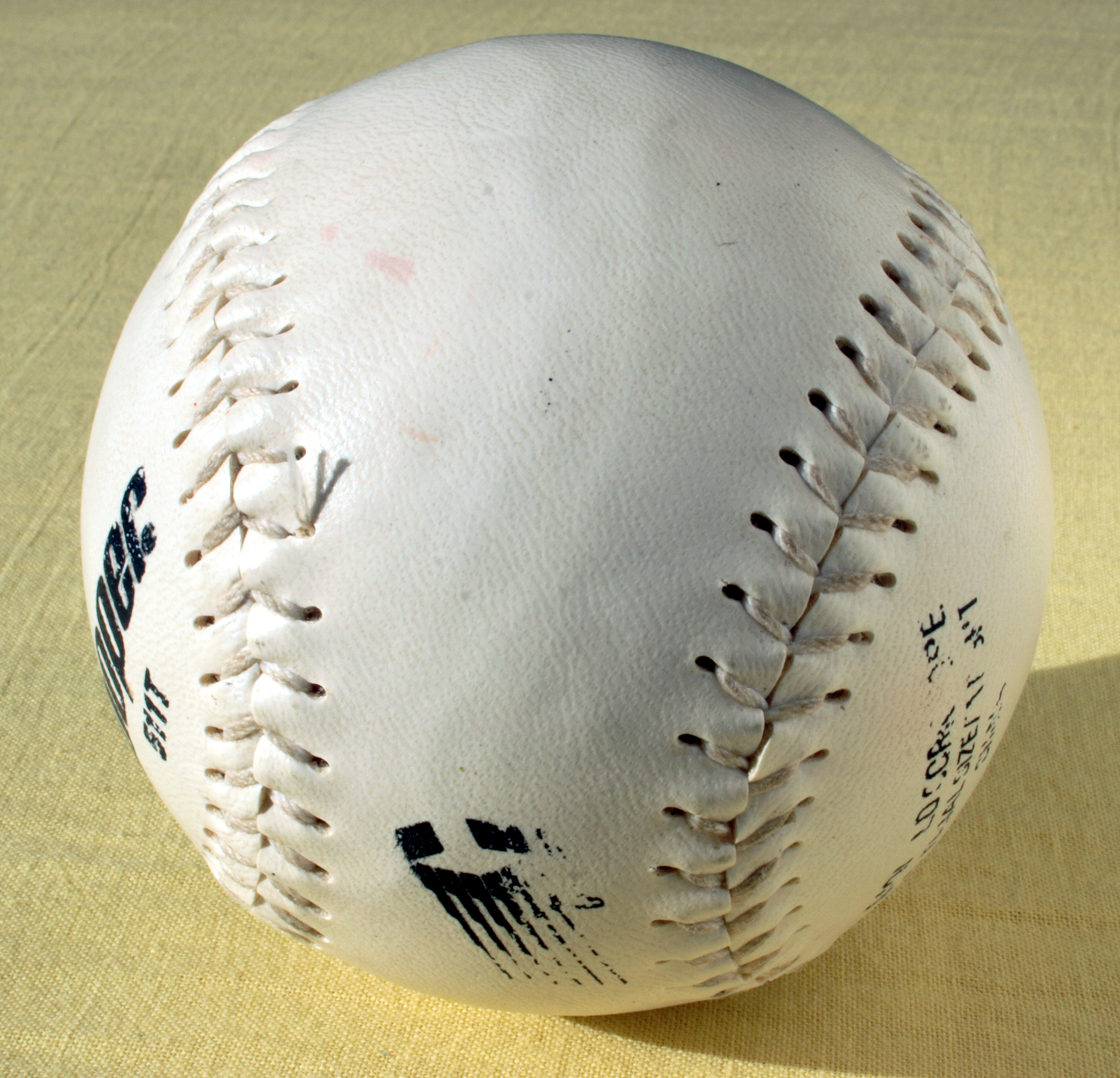
ソフトボール用ボール
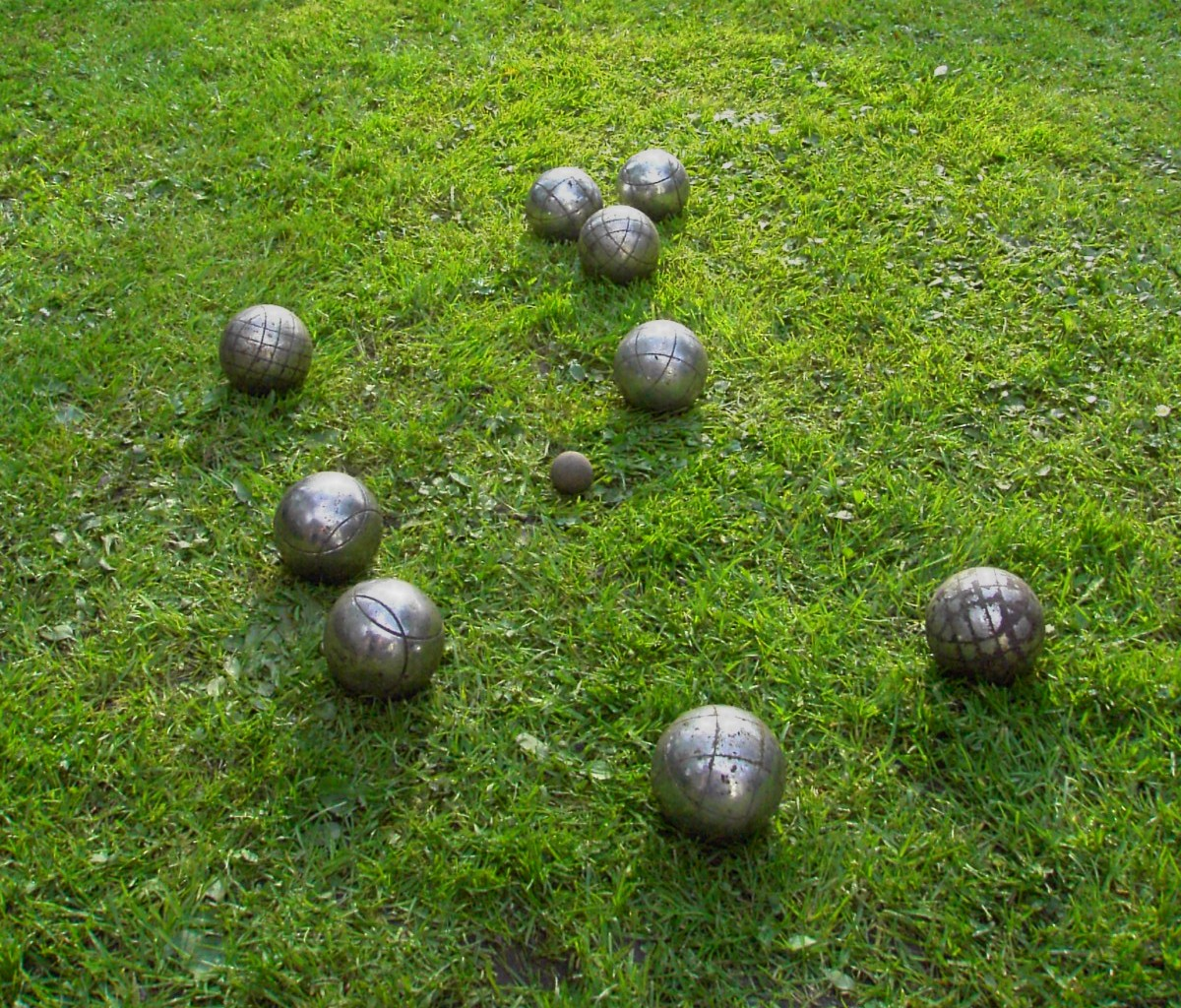
ペタンクのボール（ブール）
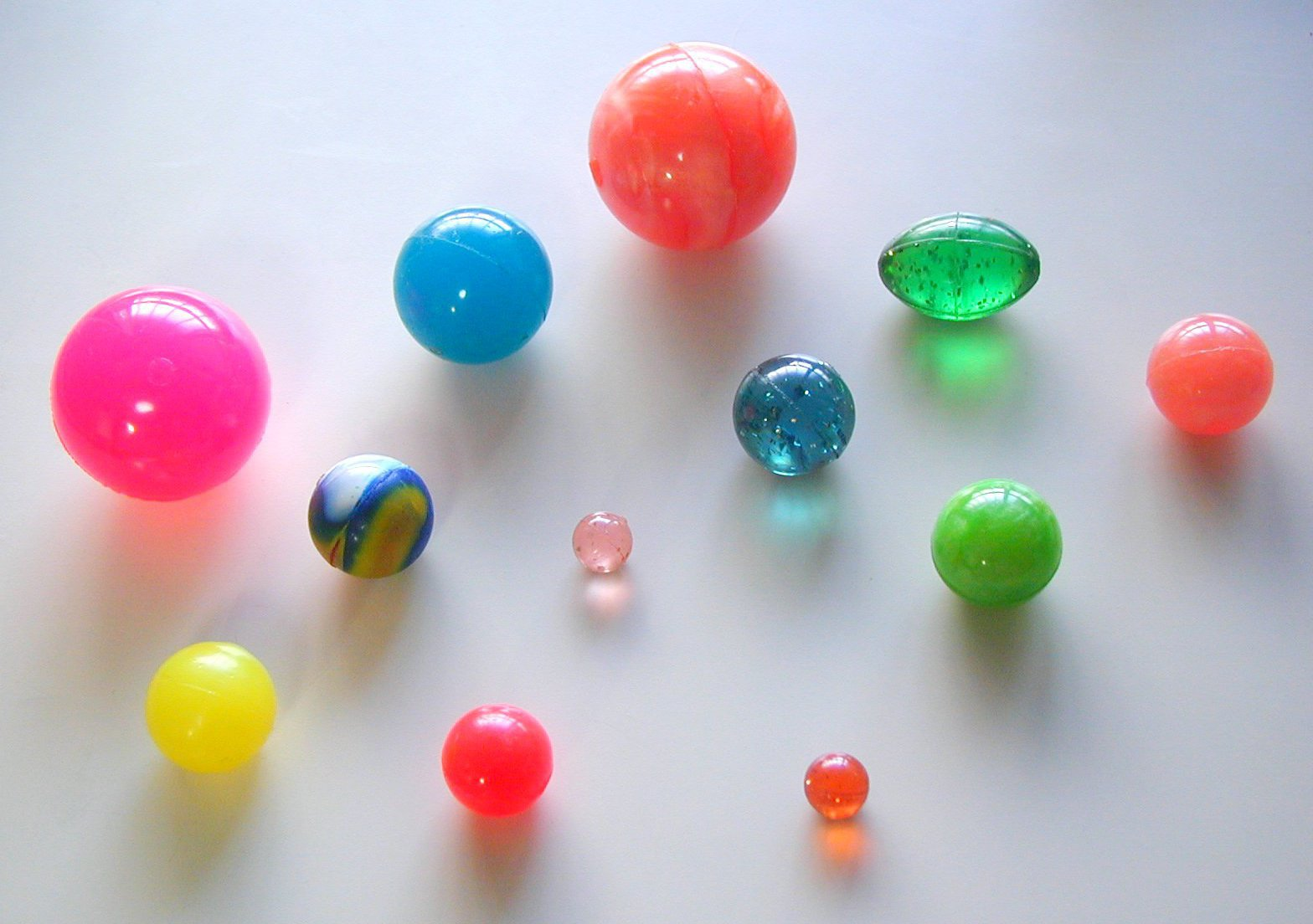
玩具のスーパーボール
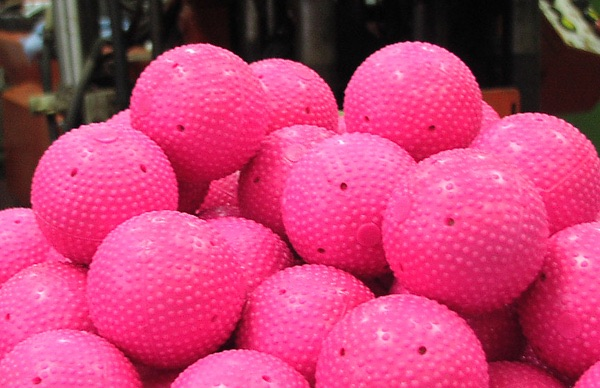
バンディ
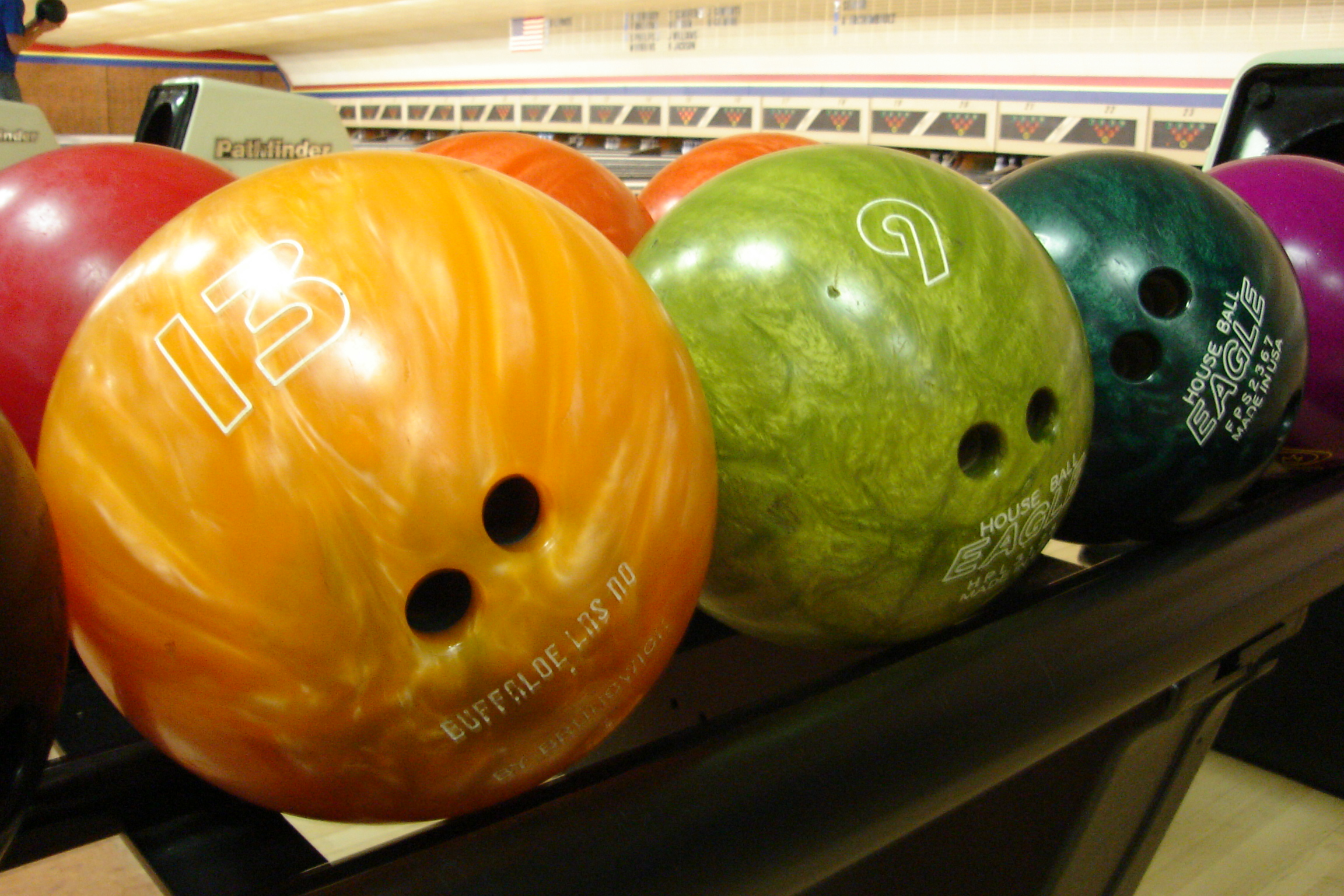
ボウリングの球は、英語で「Bowling ball」
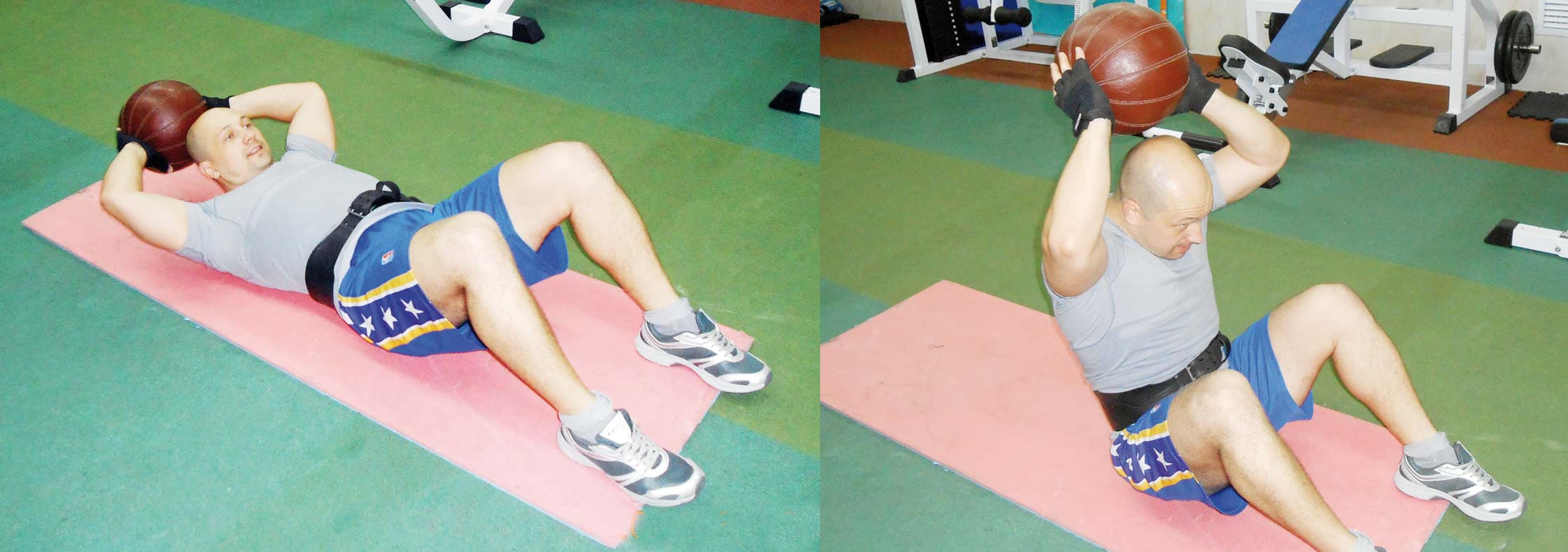
トレーニングやリハビリのためのメディシンボールを使ったエクササイズ
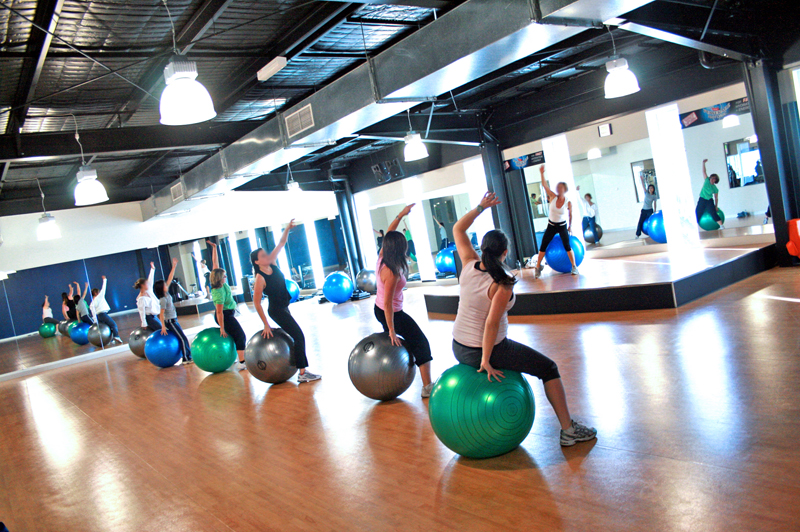
バランスボールを使ったフィットネス

## 絵文字
| 記号 | Unicode | JIS X 0213 | 文字参照            | 名称                                     |
| ---- | ------- | ---------- | ------------------- | ---------------------------------------- |
| ⚽   | U+26BD  | -          | &#x26BD; &#9917;    | サッカーボール SOCCER BALL               |
| ⚾   | U+26BE  | -          | &#x26BE; &#9918;    | 野球 BASEBALL                            |
| 🏀   | U+1F3C0 | -          | &#x1F3C0; &#127936; | バスケットボール BASCKETBALL             |
| 🏐   | U+1F3D0 | -          | &#x1F3D0; &#127952; | バレーボール VOLLEYBALL                  |
| 🏈   | U+1F3C8 | -          | &#x1F3C8; &#127944; | アメリカンフットボール AMERICAN FOOTBALL |
| 🏉   | U+1F3C9 | -          | &#x1F3C9; &#127945; | ラグビー RUGBY FOOTBALL                  |
| 🎱   | U+1F3B1 | -          | &#x1F3B1; &#127921; | ビリヤード POOL 8 BALL                   |
| 🥎   | U+1F94E | -          | &#x1F94E; &#129358; | ソフトボール SOFTBALL                    |